# Hussein Aït Jimhi
Hussein Aït Jimhi est un musicien traditionnel et acteur marocain chleuh de langue berbère.

## Biographie
Né le 1er janvier 1951 à Douar Zrit Jamâat Aghbar (دوار زريت جامعة أغبار = dwâr zrît jâmåä áġbâr) dans le Haut-Atlas, Hussein Aït Jimhi y est initié pendant sa jeunesse à la musique traditionnelle berbère.
Après son mariage, il s’installe en 1972 à Marrakech, où il participe à divers spectacles de musique et de danse berbère, en particulier sur la place Jâmå el-Fnâ’, et se fait connaître sous le nom d’artiste Raïs Hussein Taskiwine (الريس الحسين تسكوين = eł-raîs el-ḥusayn taskiwîn).
Restant en contact avec les maîtres de l’art traditionnel, il enseigne également la pratique du târa (طارَ = ṭâra), une sorte de tambour sur cadre équipé de cinq cymbalettes métalliques.
Il a participé à plusieurs festivals de spectacles traditionnels : Festival National des Arts Populaires de Marrakech (2006 et 2007), 2e Festival du Théâtre Professionnel Amazirgh de Casablanca (2007), Festival des Musiques et Rythmes du Monde de Rabat (2009), Festival de Casablanca (2010), etc.
Hussein Aït Jimhi est aujourd’hui président de l’Association des Maîtres d’Authentique Spectacle Berbère et du Patrimoine de la Place Jâmå el-Fnâ’ (جمعية الأصالة لشيوخ الحلقة الامازيغية وتراث ساحة جامع الفناء).
Son fils cadet Driss Aït Jimhi, dit Driss Ayour, est également musicien, chanteur et acteur.

## Films

### Acteur
Dans Imzouag (إمزواڭ), un des premiers films produits en langue berbère (1993), Hussein Aït Jimhi interprète le rôle d’un fou errant, Al-Mjdoub (المجدوب), qui apparaît de temps à autre pour proférer des vérités que personne ne comprend. En outre, l’un des rôles principaux est joué par son fils Driss, alors âgé de huit ans ; ses deux autres fils Rachid et Abdeljélil tiennent des rôles moins importants.
Dans Al-Mouggar (الموڭار), film marocain en arabe de 1994, Hussein Aït Jimhi incarne le chef d’un groupe musical berbère – rôle très proche du sien dans la vie réelle.
Dans le téléfilm en berbère Khammâs (خماس), en 2004, il apparaît pour un rôle mineur. La même année, il participe également au tournage de  Lham neddounit (الهم ندونيت).
Outre un rôle de figurant dans Rendition en 2007, il joue dans deux documentaires sur les spectacles folkloriques, dont Al-Halqa (الحلقة).
En 2008, Hussein Aït Jimhi participe à deux autres films en berbère : Tirrougza itmghart (ترڭزا تمغرت), dans lequel il interprète un fqih, ou maître d’école coranique ; et Iggig (إڭيڭ), où il incarne Idâr, un villageois chef de famille.
Loin de ces rôles ancrés dans sa culture maternelle, Hussein Aït Jimhi apparaît également dans Prince of Persia : The Sands of Time, film américain de 2010, comme figurant un officier de l’armée perse.

### Scénariste
Hussein Aït Jimhi est l’auteur d’un scénario inédit en berbère, Amddakʷl nfrbbi (آَمدَّاكـْلْ نـْفـْرْبِّي), L’ami de par Allah.

## Théâtre
En 2007, Hussein Aït Jimhi a joué dans une pièce en berbère, Tudrt tkâsun (تودرت تكاسون).